# Stalingrad (film fra 1990)
 For alternative betydninger, se Stalingrad (flertydig). (Se også artikler, som begynder med Stalingrad)
Stalingrad (russisk: Сталинград) er en spillefilm fra 1990 af Jurij Ozerov.

## Medvirkende
- Powers Boothe som Vasilij Tjuikov
- Mikhail Uljanov som Georgij Zjukov
- Bruno Freindlich som Boris Sjaposjnikov
- Fernando Allende som Rubén Ruiz Ibárruri
- Sergej Garmasj som Jakov Pavlov